# یواس‌اس آرکتیک (اس‌پی-۱۱۵۸)
یواس‌اس آرکتیک (اس‌پی-۱۱۵۸) (به انگلیسی: USS Arctic (SP-1158)) یک کشتی است که طول آن ۱۱۱ فوت ۶ اینچ (۳۳٫۹۹ متر) می‌باشد.